# زيلبور رمادي
زيلبور رمادي (الاسم العلمي:Xyleborus canus) هو نوع من الحشرات يتبع جنس الزيلبور من فصيلة السوسية الحقيقية.